# Hellenhahn-Schellenberg
Hellenhahn-Schellenberg là một đô thị trong huyện Westerwald bang Rheinland-Pfalz thuộc nước Đức. Đô thị Hellenhahn-Schellenberg có diện tích 7,28 km², dân số là 460 người (31/12/2006).